# Something Useful
Something Useful (Ise Yarar Bir Sey) è un film del 2017 diretto da Pelin Esmer.